# Фокин, Александр Григорьевич
Фокин Александр Григорьевич (05.05.1900 — 16.12.1973) — советский военачальник, генерал-майор технических войск, начальник передвижения войск на западной железной дороге (1942), начальник управления военных сообщений первого дальневосточного фронта (1944). Участник Великой Отечественной войны.

## Биография
Александр Григорьевич Фокин родился 5 мая 1900 года в деревне Переколь Коровинского района Рязанской области.
В составе РККА с 20 апреля 1920 года. Окончил советские московские военно-комендантские железнодорожные курсы командного состава РККА.
Член ВКП(б) с декабря 1920 года.
Участник Гражданской войны с 1921 года.
Участник Великой Отечественной войны с 1941 года.
Был в должности Начальника передвижения войск на западной железной дороге и в составе западного фронта с августа 1942 года. Находясь на должности, резко поднял организованность, дисциплину и порядок среди подчиненных органов Военных Сообщений и агентов железной дороги.
Командование отмечало, что подконтрольный ему аппарат работал слаженно, четко, темпами военного времени, обеспечивая выполнение заданий командования по воинским перевозкам и усилению пропускной способности дороги.
За особые заслуги в Отечественной войне награждён орденом Красной Звезды.
За усиленное выполнение воинских перевозок награждён вторым орденом Красной Звезды.
11 мая 1944 года повышен в звании до генерал-майора технических войск.
3 ноября 1944 года награждён орденом Красного Знамени за выслугу лет.
18 ноября 1944 года награждён орденом Отечественной войны II степени.
1 мая 1944 года награждён медалью «За оборону Москвы»
Генерал-майор А.Г. Фокин в звании генерал-майора работал в должности начальника управления военных сообщений первого дальневосточного фронта с первых дней организации. Провел большую работу по наведению дисциплины и порядка, передавая свой боевой опыт подразделениям. Например, до начала боевых операций проходимость железной дороги составляла 6-7 тысяч, спустя некоторое время после проведенной организации работы - уже более 50 тысяч вагонов.
30 апреля 1945 года награждён орденом Ленина.
За успешное выполнение заданий командования по подготовке транспортных сообщений в условиях боевых действий и обеспечению своевременных перевозок А.Г. Фокин награждён орденом Красного Знамени 21 августа 1945 года.
26 августа 1945 года награждён орденом Кутузова II степени.
9 мая 1945 года награждён медалью «За победу над Германией в Великой Отечественной войне 1941–1945 гг.»
15 ноября 1950 года за выслугу лет награждён орденом Красного Знамени.
Демобилизован 12 ноября 1951 года.
Умер 16 декабря 1973 года. Захоронен на Северном кладбище в г. Санкт-Петербург.

Могила Фокина на Северном кладбище Санкт-Петербурга.

## Награды
- Орден Красной Звезды (03.03.1942)
- Орден Красной Звезды (22.02.1943)
- Орден Кутузова II степени (26.08.1945)
- Орден Красного Знамени (03.11.1944)
- Орден Красного Знамени (15.11.1950)
- Орден Ленина (30.04.1945)
- Орден Отечественной войны II степени (18.11.1944)
- Медаль «За оборону Москвы» (01.05.1944)
- Медаль «За победу над Германией в Великой Отечественной войне 1941–1945 гг.»